# Arturo Rodenak
Arturo Emilio Rodenak Karaba (La Plata, Provincia de Buenos Aires, Argentina; 13 de abril de 1931 - Talca, Región del Maule, Chile; 26 de septiembre de 2012) fue un futbolista y entrenador de fútbol argentino nacionalizado chileno que jugaba de arquero.
Es considerado uno de los mayores ídolos del club chileno Rangers de Talca.

## Trayectoria
Rodenak debutó profesionalmente el 2 de abril de 1950 con la camiseta de Gimnasia y Esgrima La Plata en el empate 0:0 ante Banfield, válido por la primera fecha del campeonato de Primera División argentina de ese año. Posteriormente formaría parte del plantel campeón de Primera B en 1952. Durante su estadía en el club, que se extendió hasta 1954, disputó 35 partidos.
En 1955 pasó a Tigre; sin embargo, no llegó a jugar en el primer equipo. 
Dos años después llegó a Chile y fichó por Rangers de Talca, elenco por el que participó en 93 encuentros oficiales. Su cariño por Rangers y su posterior radicación en Talca lo convirtieron en un ídolo del club.
Posteriormente defendió a Iberia, Audax Italiano y San Antonio Unido, en Chile, y a Petrolero de Cochabamba y San José de Oruro en Bolivia, retirándose como jugador en este último club.
Obtuvo la nacionalidad chilena en 1962.

## Selección nacional
Fue parte de la selección argentina juvenil que obtuvo la medalla de oro en los Juegos Panamericanos de 1951.

## Actividad después del retiro
Tras colgar los botines se radicó en Talca, donde trabajó como entrenador de Rangers en diversas oportunidades, siendo reconocido por tomar al equipo en situaciones complejas a nivel deportivo, también dirigió a Deportes Linares. En 2009 protagonizó un cortometraje de 8 minutos llamado Palitroque.
Fue nombrado ciudadano ilustre de Talca el 11 de mayo de 2012 junto con el también jugador de Rangers Iván Azócar.
Falleció el 26 de septiembre de 2012, víctima de diabetes.
Su muerte causó conmoción en Talca, la ciudad despedía a uno de sus más grandes ídolos deportivos, un talquino y rangerino por adopción. Su velorio fue realizado en la catedral de Talca, y sus funerales en el cementerio municipal de la ciudad, allí  se concentraron una gran cantidad de autoridades, jugadores e hinchas del club rojinegro para despedirlo.

## Clubes

### Como jugador
| Club                        | País      | Año       |
| --------------------------- | --------- | --------- |
| Gimnasia y Esgrima La Plata | Argentina | 1950-1954 |
| Tigre                       | Argentina | 1955-1956 |
| Rangers                     | Chile     | 1957-1963 |
| Audax Italiano              | Chile     | 1963-1967 |
| Iberia                      | Chile     | 1968      |
| San Antonio Unido           | Chile     | 1969      |
| Oriente Petrolero           | Bolivia   | 1970      |
| Cochabamba                  | Bolivia   | 1971      |
| San José                    | Bolivia   | 1972      |

### Como entrenador
| Club             | País  | Año       |
| ---------------- | ----- | --------- |
| Rangers          | Chile | 1978-1979 |
| Rangers          | Chile | 1982      |
| Rangers          | Chile | 1985-1986 |
| Deportes Linares | Chile | 1988      |
| Rangers          | Chile | 1990-1991 |